# Кошелевский сельсовет (Пензенская область)
Кошелевский сельсовет — муниципальное образование со статусом сельского поселения в Спасском районе Пензенской области Российской Федерации.
Административный центр — село Кошелевка.

## История
Кошелевский сельсовет образован 3 декабря 1996 года.
Статус и границы сельского поселения установлены Законом Пензенской области от 2 ноября 2004 года № 690-ЗПО «О границах муниципальных образований Пензенской области».

## Население
| 2002 | 2010 | 2012 | 2013 | 2014 | 2015 | 2016 |
| ---- | ---- | ---- | ---- | ---- | ---- | ---- |
| 741  | ↘657 | ↘646 | ↘621 | ↘607 | ↘591 | ↘562 |
| 2017 | 2018 | 2021 |      |      |      |      |
| ↘548 | ↘534 | ↗547 |      |      |      |      |

## Состав сельского поселения
| № | Населённый пункт | Тип населённого пункта       | Население |
| - | ---------------- | ---------------------------- | --------- |
| 1 | Кошелевка        | село, административный центр | ↘452      |
| 2 | Липяги           | село                         | ↘205      |